# Primel macht ihr Haus verrückt
Pour plus de détails, voir Fiche technique et Distribution.
Primel macht ihr Haus verrückt (littéralement : Primel rend sa maison folle) est une comédie ouest-allemande réalisée par Monica Teuber en 1979 et sortie en 1980. La protagoniste en est Sharon Brauner, nièce d'Artur Brauner, qui incarne une petite fille insouciante dont la simplicité rapproche les habitants d'un immeuble.

## Synopsis
A Berlin, Primel est une petite fille de neuf ans au caractère vif de garçon manqué. Sa mère, célibataire, reçoit l'annonce de la maladie de la grand-mère de Primel et doit se rendre auprès d'elle. Comment laisser Primel seule ? Elle ne peut pas manquer l'école. Une réunion des sept locataires de l'immeuble, à l'initiative de Schuster Sohle, organise donc la garde de Primel jour après jour. L'idée semble bonne et emporte l'adhésion de tous les participants. Mais Primel n'est pas facile à apprivoiser, et elle fait toutes sortes de farces, et provoque un beau gâchis par sa nature insouciante (même si le résultat de tout cela n'est finalement pas si négatif). La vivacité et la gaîté de Primel sont à la fois épuisantes et rafraichissantes, et le résultat est que les voisins qui se connaissaient à peine deviennent plus attentifs les uns aux autres et plus solidaires.

## Fiche technique
- Titre allemand : Primel macht ihr Haus verrückt
- Titre anglais : Primel drives the Family Crazy[2]
- Genre : comédie pour enfants
- Réalisation : Monica Teuber
- Scénario : Monica Teuber, d'après une nouvelle de Käte Jaenicke (en)[2]
- Musique : Jochen Ludwig
- Production : Ernst von Theumer pour Cine-Tele-Film
- Photographie : Joe Stemmer
- Son : Christian Moldt[3]
- Montage : Angelika Siegmeier
- Durée : 88 min
- Format d'image : couleur[2]
- Pays :  Allemagne de l'Ouest
- Date de sortie : 25 février 1980
- Langue originale : allemand
- Censure en Allemagne de l'Ouest : plus de six ans

## Distribution
- Sharon Brauner : Primel
- Phillip Mann : Kalle, son meilleur ami
- Brigitte Mira : Lotte Kulicke
- Reinhard Kolldehoff : Erwin Kulicke, son époux
- Gerhard Wollner : Schuster Sohle
- Barbara Valentin : Tante Ella
- Erika Dannhoff : Mme Grämlich
- Katerina Jacob
- Alena Penc

## Critique
Une gentille utopie : 
« Der gutgemeinte Film malt das Bild einer Welt, in der Kindern fast alles erlaubt ist, Erwachsene antiquierte Ansichten vertreten und alle sich so verhalten, wie es in Wirklichkeit kaum vorkommt. » (« Ce film bien intentionné brosse le tableau d'un monde dans lequel les enfants sont autorisés à faire presque n'importe quoi, les adultes ont des opinions désuètes et tout le monde se comporte d'une manière qui ne se produit presque jamais dans la réalité. »)